# 신안 해저유물 매장해역
신안 해저유물 매장해역(新安海底遺物埋藏海域)은 대한민국 전라남도 신안군 증도면 방축리 앞 해역이다. 해역에는 14세기 침몰한 중국 원나라 무역선인 가칭 신안선(新安船)이 발견되었으며, 1976년부터 1984년까지 10차례에 걸쳐 중국 송/원대 유물 22,000여 점이 발굴되었다. 발견된 유물은 14세기 동아시아의 경제와 문화 교류를 보여주는 자료가 되었다.

## 역사
1975년 한 어부가 고기잡이 중에 도자기 6점이 그물에 걸려 나와 알려지게 된 유적이다. 어부가 이듬해 1월 도자기를 신안군청에 신고했고 그 해 10월부터 발굴이 시작됐다. 증도면 방축리에서 서북방향으로 2,750m 지점의 바다 속에서 중국 원나라때(14세기경) 제작된 청자를 비롯하여 대외무역용의 많은 유물들이 다량으로 발굴되었다.
이곳에 대한 대한민국 최초의 해저발굴조사는 1975년 10월부터 1984년 9월까지 9년간에 걸쳐 모두 11차례 실시되었다. 조사를 통해 침몰된 배의 조각 445편을 비롯하여 도자기 20,661점, 금속제품 729점, 돌로 만든 제품 43점, 자줏빛자작향나무 1,017개, 동전 28톤18Kg, 기타 574점 등 총 23,024점이 출토되었다. 이러한 유물들 이외에도 약품, 일용품 등을 비롯하여 맷돌에서 바둑판에 이르기까지 당시 배에서 사용되었던 것으로 보이는 생활용품들도 발굴되어, 세계 학계의 비상한 관심이 집중되었다.
신안 해저유물 매장해역 발굴은 대한민국 수중고고학의 효시가 되었다. 이 조사로 13, 14세기의 남송에서 원대에 걸친 각종 도자기의 연구에 대하여 새로운 자료를 제공해 주는 계기가 되었다. 고대 동양의 원양항해선박인 무역선의 실체를 파악하는데 매우 귀중한 자료이기도 하다.

## 사적 지정
1981년 6월 16일 일자로 대한민국의 사적 제274호 "송·원대 유물매장해역"으로 지정되었다가, 2011년 7월 28일 "신안 해저유물 매장해역"으로 명칭이 변경되었다.

## 유물
유물은 수심 20m 안팎의 개펄 바닥에 묻혀 있었으며, 산소 공급이 적어 대체로 양호한 상태를 유지한 것으로 보인다.

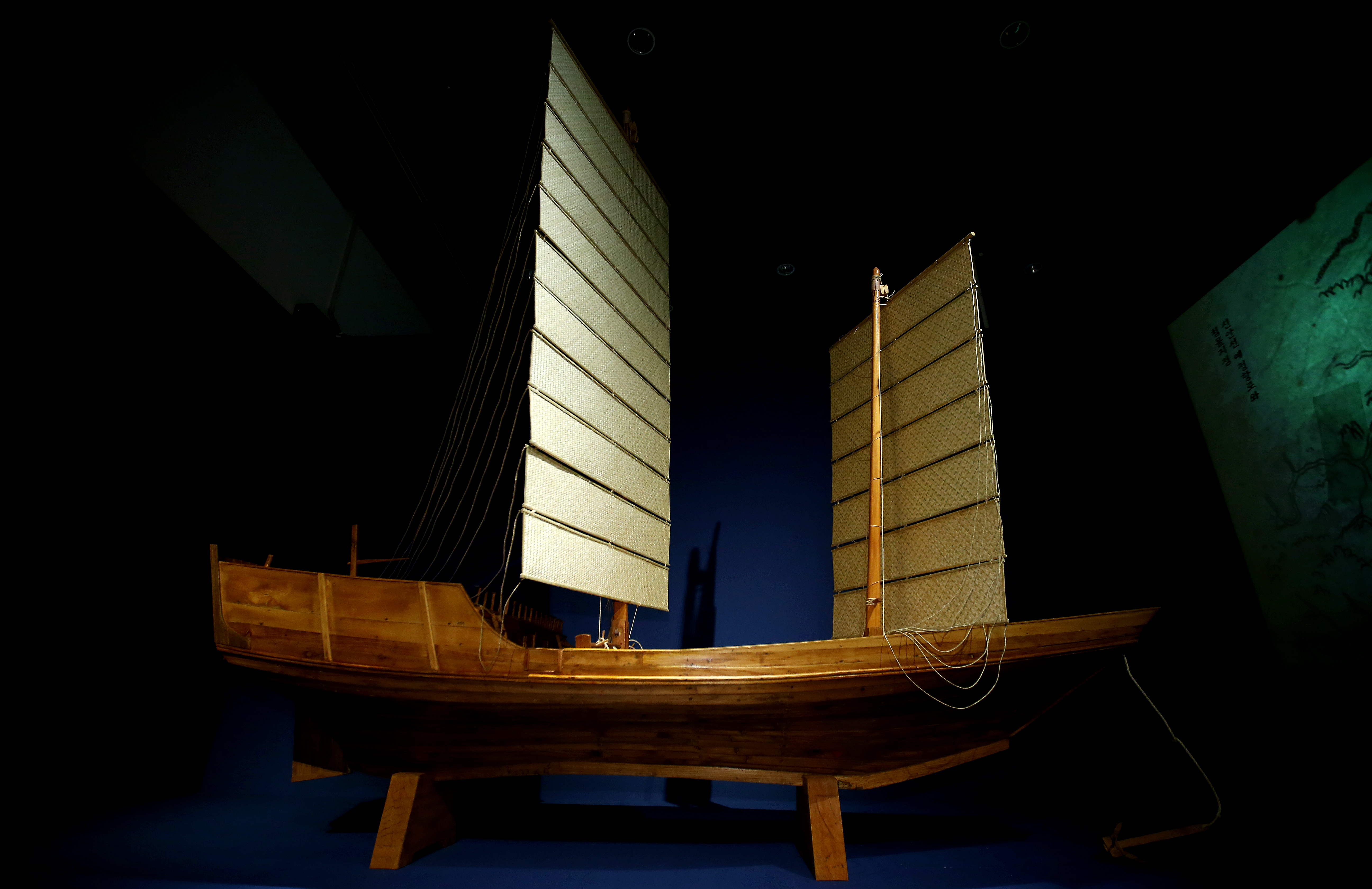
신안선의 10분의 1 크기 복원 모형.

해역에 수장된 배는 1323년 중국 저장성 경원(오늘날 닝보시)에서 일본 후쿠오카현 하카타 항으로 가던 무역선으로, 풍랑이나 태풍 같은 기상재해를 만나 침몰한 것으로 추정된다. 배의 제원은 최대 길이 34m, 폭 11m, 중량 200톤의 대형 목선이다. 300여 점의 목간에 담긴 정보를 토대로, 중국 경원에서 1322년 4월 22일부터 6월 1일까지 세 차례에 걸쳐 하카타와 교토의 절(도호쿠지)이나 신사에 보낼 짐이 배에 선적됐다는 사실을 알 수 있다.
일본의 상류층 귀족이 다도와 꽃꽂이, 향 피우기, 장식을 위해 수입한 도자기와 향로, 금속공예품의 비중이 높다. 발굴된 도자기 2만여 점은 중국 저장 성 용천요 생산품이 60%를 차지한다. 배에 실린 고려청자 7점에 대해 학자들은 중국으로 수출됐다가 항저우 일대를 방문한 일본인이 다시 사들인 것으로 추정하고 있으며, 14세기 동아시아에서 고려청자가 주요 교역품이었음을 알 수 있다.
발견된 장기판은 현존하는 일본식 장기판 중 가장 오래된 것으로, 일본인이 탔음을 보여주는 유물이다.
배 바닥에 깔린 고급 목재 자단목과 채워진 동전은 배의 무게중심을 잡는 역할을 하였다. 동전은 무게 28톤으로 약 800만 개가 발견되었으며, 서기 1세기 중국 신나라 때 발행된 화천부터 1310년 원나라 발행 지대통보까지 66건 299종이 확인된다.

## 전시

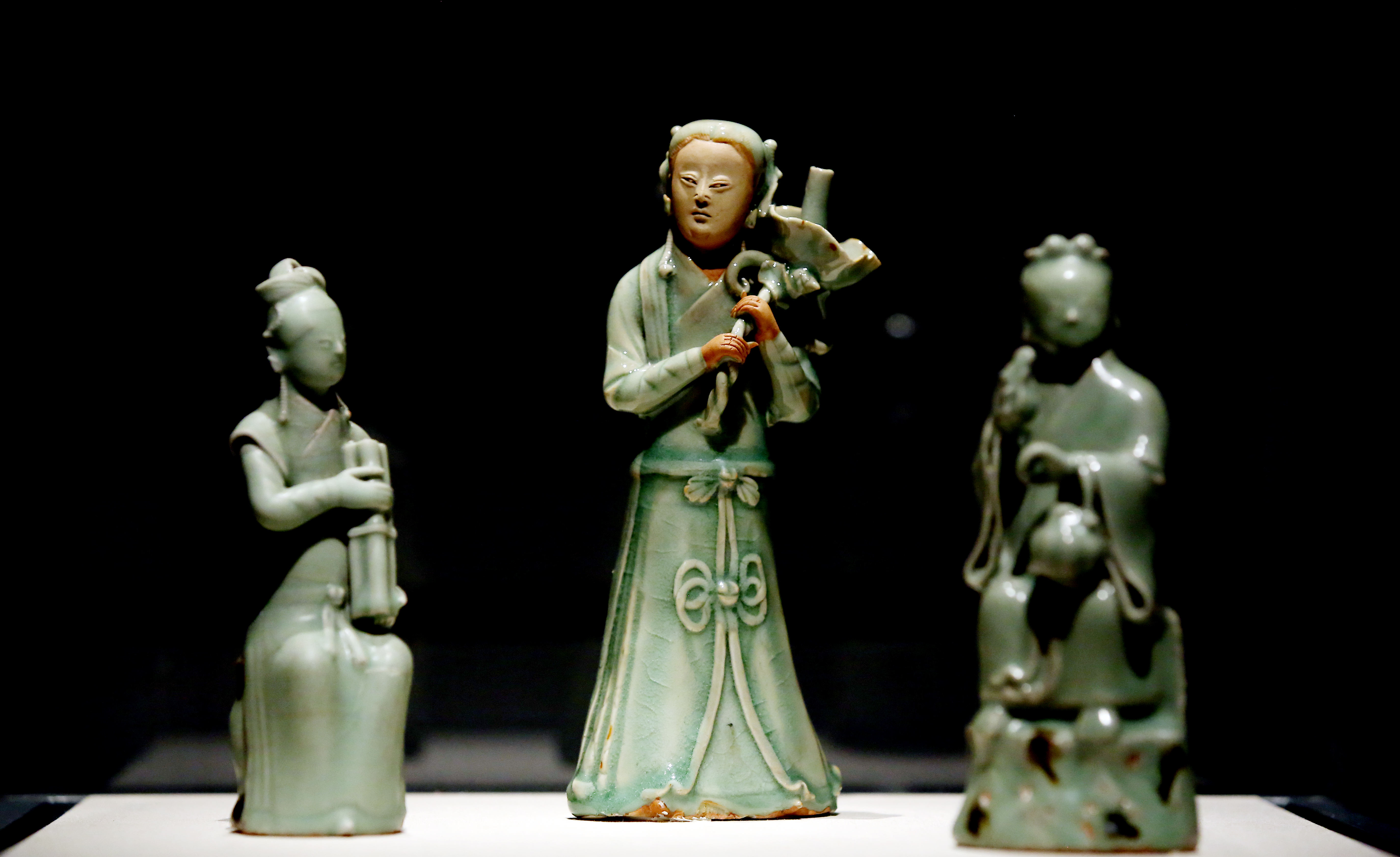
국립중앙박물관에 전시된 청자 입상.

신안 해저유물 매장해역에서 발견된 유물은 본래 1978년 국립광주박물관을 건립하고 전용관을 만들어 전시할 예정이었으나, 교류사 전문가의 부재로 유물 인계가 계속해서 미뤄졌다. 1994년 문화재청이 최종 인양한 배의 복원 전시를 위해 목포에 전시관(현 국립해양문화재연구소)을 만들면서 유물은 여러 국립박물관과 문화재청 산하기관으로 나뉘어 소장되었다. 유물의 90% 가량은 수장고에 보관되어 공개가 차단되었으며, 명품 위주 5% 가량의 1000여 점만이 전시되었다.
국립중앙박물관은 발굴 40주년을 기념하여 2016년 7월 26일부터 9월 4일까지 "신안해저선에서 찾아낸 것들"이라는 제목의 특별전을 열어 유물을 전시하였다. 이 전시는 일부만을 공개했던 이전 전시와는 다르게 당시에 전시할 수 있는 것들을 모두 모아 최초로 공개하였으며, 국립중앙박물관의 특별전 역사상 가장 많은 수량의 전시였다. 2016년 10월 25일부터 2017년 1월 30일까지 국립광주박물관에서도 전시되었다.

## 같이 보기
- 국립해양박물관

## 참고 자료
- 신안 해저유물 매장해역 - 국가유산청 국가유산포털